# Глинск (Рогачёвский район)
Глинск, Мазолов (бел. Глі́нск; бел. Мазалаў; до 1935 года — Глинск) — деревня в Рогачёвском районе Гомельской области Республики Беларусь. В составе Старосельского сельсовета.
На западе граничит с лесом.

## География

### Расположение
В 18 км на север от районного центра и железнодорожной станции Рогачёв (на линии Могилёв — Жлобин), 139 км от Гомеля.

## Транспортная сеть
Транспортные связи по просёлочной, затем автомобильной дороге Старое Село — Рогачёв. Планировка состоит из короткой прямолинейной улицы, ориентированной с юго-востока на северо-запад, к которой присоединяется короткая прямолинейная улица. Застройка двусторонняя, деревянная, усадебного типа.

## История
По письменным источникам известна с XVI века как селение в Великом княжестве Литовском. В 1567 году обозначена в полисе армии ВКЛ. В 1593 году упоминается поместье Мозаловский, который принадлежал Кочицкому. В 1763 году построена небольшая деревянная церковь. После 1-го раздела Речи Посполитой (1772 год) в составе Российской империи. В инвентаре 1847 года упоминается как владение помещика Тихвинского, в 1858 году — помещика Клячковского, в Кистенёвской волости Рогачёвского уезда Могилёвской губернии.
В 1930 году организован колхоз «Садовод», работали кузница, пивоварня. Согласно переписи 1959 года в составе подсобного хозяйства районного объединения «Сельхозхимия» (центр — деревня Станьков).
В составе совхоза «Станьковский».

## Население

### Численность
- 2009 год — 13 жителей

### Динамика
- 1816 год — 44 двора, 220 жителей.
- 1959 год — 116 жителей (согласно переписи).
- 1999 год — 11 хозяйств, 19 жителей.
- 2009 год — 13 жителей (перепись населения)